# Vinciguerria
Vinciguerria es un género de peces de la familia Phosichthyidae.

## Descripción
Género conformado por cinco especies marinas. Las especies de Vinciguerria cuentan con un cuerpo delgado y alargado, y alcanzan una longitud máxima de 4,5 a 8 cm. Sus ojos son de desarrollo normal o ligeramente tubulares. La aleta adiposa es corta y se ubica por encima del borde posterior de la aleta anal. La base de la aleta anal es menor o igual que la base de la aleta dorsal. La aleta anal comienza por debajo de la mitad o el extremo de la base de la aleta dorsal. Las aletas pélvicas se ubican ligeramente por delante de la base de la aleta dorsal. El cuerpo está provisto de varias filas de órganos luminosos bien desarrollados. Los dientes están dispuestos en una sola fila en el premaxilar y en la punta de la mandíbula inferior. El paladar es dentado y la lengua es edéntula.

## Distribución y hábitat
Son especies oceánicas, mesopelágicas y habitantes de las áreas subtropicales y tropicales de todos los océanos. Los jóvenes y los adultos se encuentran entre 200 y 800 m de profundidad durante el día y todas las especies realizan migraciones verticales diarias. Vinciguerria nimbaria ha sido reportada a 5000 m de profundidad.